# مرکز خرید رول (واسا)
رِوِل (به فنلاندی: Rewell) (تا سال ۲۰۲۰ با نام مرکز رِوِل یا Rewell Center) یک مرکز خرید در حاشیهٔ بازار بزرگ میدان مرکزی واسا، در منطقهٔ کِسکُستا (مرکز شهر واسا) است. این مرکز بزرگ‌ترین مرکز خرید اوستروبوتنیای جنوبی و از پربازدیدترین مکان‌های تجاری شهر محسوب می‌شود. این مرکز خرید روبروی مرکز خرید اسپن قرار دارد.

## معماری و تاریخچه

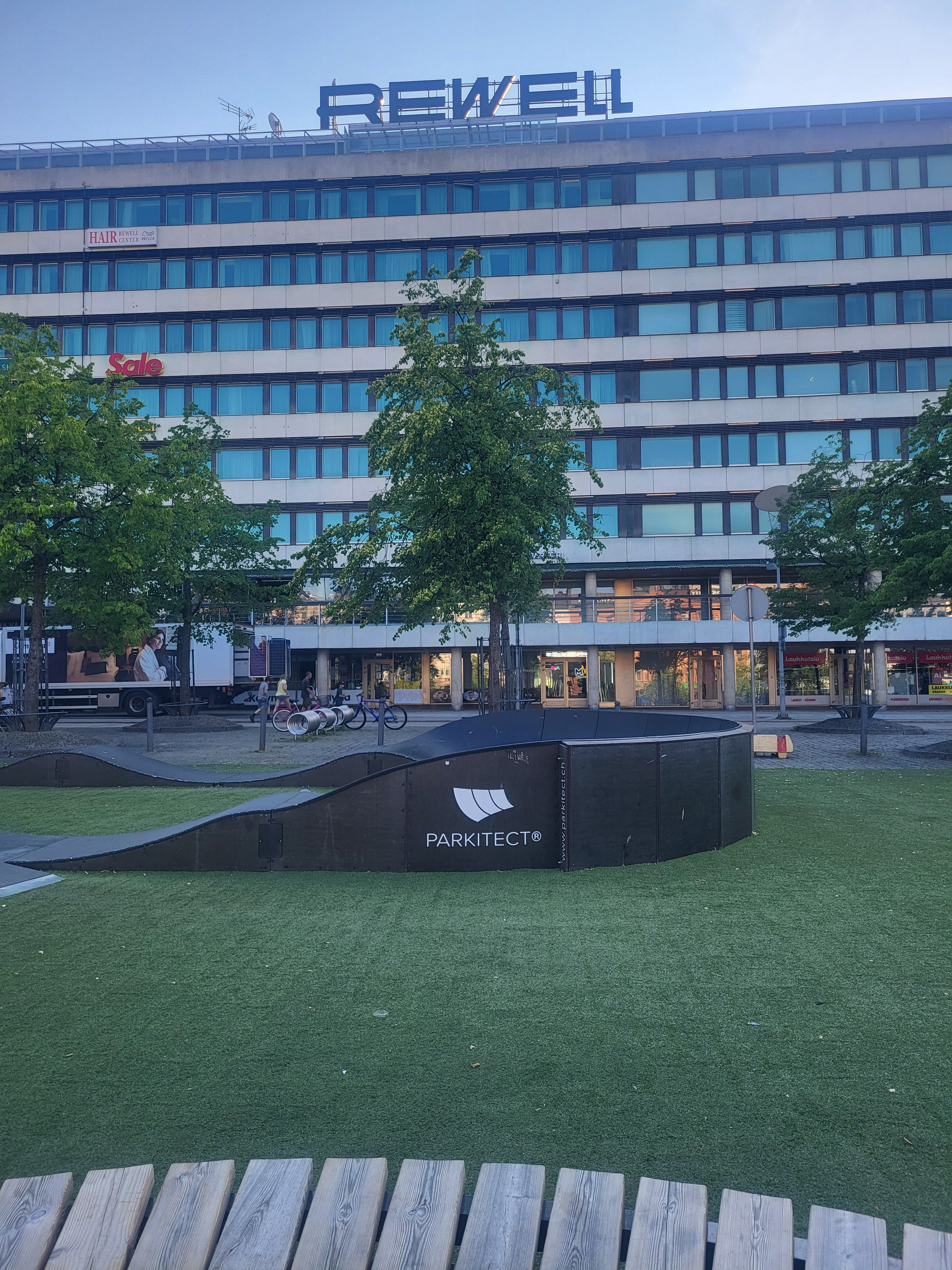
مرکز خرید رول در واسا فنلاند ژوئیه ۲۰۲۵

پلان‌های این مجموعه در دههٔ ۱۹۶۰ توسط معمار نامدار ویلیو رِوِل طراحی شد و در سال ۱۹۶۳ ساخت آن در بلوکی میان خیابان‌های هوویکئودن‌پوئیستیکو (Hovioikeudenpuistikko)، واسان‌پوئیستیکو (Vaasanpuistikko)، راستووان‌کاتو (Raastuvankatu) و میدان مرکزی آغاز شد. در ابتدا، ساختمان شامل یک مجموعهٔ تجاری معمولی با حدود ۳۰ فروشگاه بود.
در سال ۱۹۹۰، این بلوک بازسازی و به یک مرکز خرید سرپوشیده با سقف شیشه‌ای تبدیل شد. در این زمان، ۶۰ فروشگاه در فضایی به وسعت ۱۶٬۵۰۰ متر مربع مستقر شدند و ۳٬۸۰۰ متر مربع فضای عمومی با نور طبیعی ایجاد شد. این پروژه در سال ۲۰۰۳ نیز گسترش یافت.
در اکتبر ۲۰۲۰، هم‌زمان با سی‌سالگی این مرکز، لوگوی جدیدی برای آن طراحی شد و نام رسمی آن از Rewell Center به Rewell کوتاه شد.

## خدمات و فروشگاه‌ها
مرکز رِوِل دارای ۵۶ فروشگاه، رستوران، و خدمات متنوع است.
| فروشگاه‌های مرکز خرید رِوِل به تفکیک طبقه | فروشگاه‌های مرکز خرید رِوِل به تفکیک طبقه |
| -------------------------------------- | --- |
| -۱                                     | - پارکینگ توری‌پارکی |
| ۱                                      | - سوکوس (Sokos) - Venn - هتل سوکوس - Escape room - Cáfe de Paris - Laukkutalo - اینسترومنتاریوم - Ur & Penn - الیزا Shopit - Göranin Konditoria - تلیا - اسپک‌سیورز Optikko - Hairlekiini - Vila - کولتاجوسی - بادی شاپ - Life - Moda Aukia - Nissen - Pelaamo - Pentik - Synsam Rewell - بست‌سلر (شرکت), Pieces - Zoomi Kuvakaupat |
| ۲                                      | - Avocas - Click Shoes - Hair Rewell Center - Magokoro Ravintola - Visit Vaasa - Studio Ticket - Dongnai Grill - رستوران روسو - فروشگاه ساله - Glitter - سوئومالاینن کیریاکائوپا (کتابفروشی فنلاندی: Suomalainen Kirjakauppa) - Salkari - Pelimies - Posti - فلائینگ تایگر کپنهاگ                                                 |
| ۳                                      | - کلاس اولسون - امکانات کنفرانسی هتل سوکوس |

همچنین خدمات دیگری نظیر گروه پستی (Posti)، داروخانه، بانک، فروشگاه لوازم خانگی، عینک‌فروشی و باشگاه ورزشی نیز در این مجموعه فعال‌اند.

## دسترسی و امکانات دیگر
زیر ساختمان میدان، پارکینگ «توری‌پارکی» قرار دارد که حدود ۸۴۰ جای پارک برای خودرو دارد. این پارکینگ به مرکز خرید متصل است.

## گالری

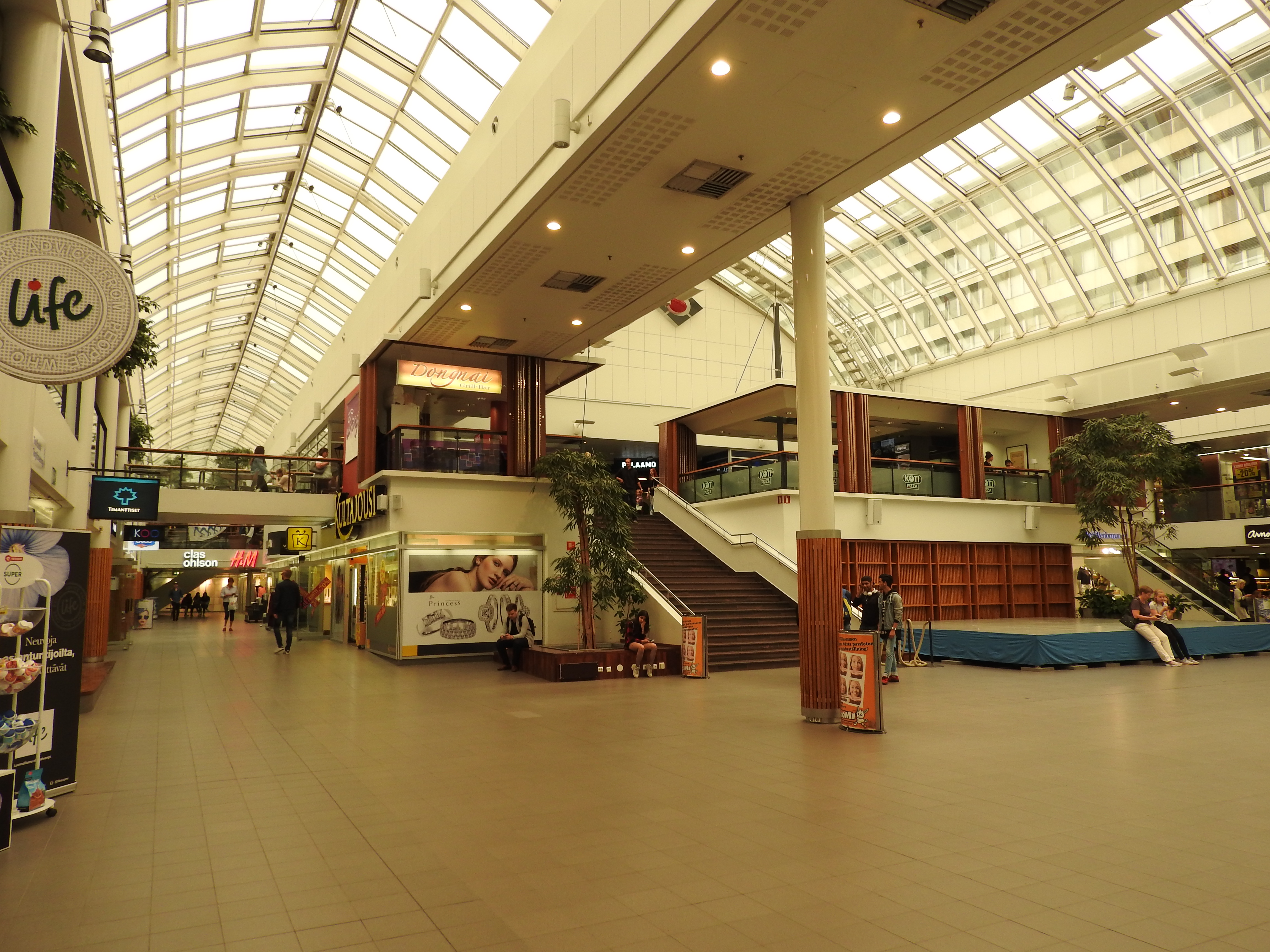
نمای داخلی مرکز Rewell در سال ۲۰۱۷